# Lac Ptolémée
Pour les articles homonymes, voir Ptolémée (homonymie).
Le lac Ptolémée est un ancien lac de la période du « Sahara verdoyant » qui se trouvait dans la région du Darfour, dans ce qui est aujourd'hui le Soudan. Ce lac s'est formé pendant l'Holocène, à une époque où la mousson sur l'Afrique était plus forte. L'existence du lac est datée entre 9 100 et 2 400 ans avant aujourd'hui. Dans sa plus grande extension ce lac aurait pu atteindre une superficie de 30 750 km2 (11 870 milles carrés), plus grand que l'actuel lac Érié. Le lac, d'eau douce, était alimenté par les eaux souterraines et les eaux de ruissellement des montagnes avoisinantes et aurait pu lui-même être la source de l'aquifère des grès de Nubie. Le lac présentait un écosystème diversifié avec un certain nombre d'espèces de poissons, de reptiles (crocodiles), de mammifères (hippopotames) et d'oiseaux aquatiques : il a peut-être facilité leur propagation entre le Nil et le lac Tchad.

## Dénomination
Le lac est également connu sous les noms de « mégalac du Darfour-Nord », « lac de Nubie occidentale » ou « paléolac de Nubie occidentale ». « L'archipel du lac Ptolémée » désigne les champs de dunes qui étaient périodiquement submergées le long de la rive est.

## Géomorphologie

### Contexte
Aujourd'hui, le Sahara oriental est l'un des endroits les plus secs de la Terre mais au cours de l'Holocène précoce et moyen, de grands lacs comme le lac Tchad et le lac Ptolémée se sont développés dans le Sahara en lien avec une mousson africaine plus forte qu'aujourd'hui, causée par une inclinaison axiale plus élevée et le périhélie de la Terre coïncidant avec la fin juillet et donc la saison des moussons.

### Morphologie du lac
On croyait à l'origine que le lac Ptolémée avait atteint une superficie d'environ 27 000 km2 (10 000 milles carrés);; des recherches ultérieures sur la base de cartes d'élévation plus fiables ont indiqué qu'il n'était pas plus grand que 5 330 km2 (2 060 milles carrés). Plus tard, des cartes plus récentes indiquaient des superficies plus grandes de 8 133 km2 (3 140 milles carrés) et 11 230 km2 (4 340 milles carrés) et un volume de 372 km3 (89 milles cubes) et 547 km3 (131 milles cubes), respectivement.
La profondeur de l'eau a atteint 15 mètres (49 pieds). Selon l'emplacement, des niveaux d'eau de 550 mètres (1 800 pieds) ou même de 555 mètres (1 821 pieds) au-dessus du niveau de la mer ont été constatés. Des preuves de rivages à des altitudes de 570-576 mètres (1 870-1 890 pieds) ont été trouvées, Si un rivage existait à cette altitude, le lac atteindrait une surface de 30 750 km2 (11 870 milles carrés) et un volume de 2 530 km3 (610 milles cubes) à ce stade. Une telle taille est comparable au plus grand lac du Canada, le Grand lac de l'Ours et plus grand que le lac Érié. Elle aurait atteint 83 mètres (272 pieds) de profondeur. Les niveaux inférieurs du lac pourraient avoir atteint 565 mètres (1 854 pieds) et 560 mètres (1 840 pieds) d'altitude.
Les rives se sont développées sur sa marge nord, le développement des champs de dunes sur la rive ouest rend difficile l'identification des rives. Des deltas se sont formés là où les oueds sont entrés dans le lac. Les rives sud et ouest ont développé une zone riveraine avec une végétation et un fond de lac irrégulier. Des cônes alluviaux ont été identifiés sur les rives nord-ouest.
Le lac existait dans la région de l'actuel Wadi Howar, dans le bassin du Darfour. Les oasis d'Atrun et de Nukheila existent aujourd'hui sur l'ancien lit du lac Ptolémée. Le lac ressemblait probablement au lac Tchad actuel. Le fond du lac dans ses parties sud et ouest atteignait 549 mètres d'altitude. Le bassin du lac a probablement été formé avant l'Holocène par l'érosion éolienne ou déflation.
Les craquelures formées dans le lac ont généré des dépôts de yardangs, d'aragonite, de calcite et de goethite dans le désert adjacent, souvent dans des zones marécageuses. Des pinacles de tuffeau se sont formés dans le lac, et lors de son assèchement, des dépôts ont été laissés derrière.

### Hydrologie
Le lac a été alimenté par les eaux de ruissellement de l'Ennedi, de l'Erdi Ma et d'une partie de la dépression de Kufrah, ainsi que par les eaux souterraines; au moins un site du fond du lac montre des signes de libération d'eau sous pression. Le bassin versant du lac a atteint une surface de 78 000 km2 (30 000 milles carrés) ; les estimations ultérieures sont de 128 802 km2 (49 731 milles carrés),.
Ce ruissellement atteignait le lac par divers oueds, dont plusieurs sont entrés dans le lac par le nord. L'Ennedi était critique pour le bilan hydrique du lac Ptolémée. Les différents systèmes d'eau ont favorisé la propagation des plantes. Au nord-ouest, le système de drainage du lac Ptolémée était bordé par le drainage s'écoulant vers le nord et au nord-est par des systèmes de drainage vers le nord-est.
La présence d’Asphataria, un mollusque bivalve, indique que le lac Ptolémée était un lac d'eau douce, mais avec des phases saumâtres occasionnelles. Les précipitations à l'époque étaient d'environ 300 millimètres (12 pouces) par an .
Avec un niveau d'eau atteignant les 550 mètres (1 800 pieds), le lac Ptolémée aurait été relié à un système de paléodrainage appartenant au plateau d'Abyad. Un lien entre le lac Ptolémée et le wadi Howar est possible, mais non prouvé. Aux niveaux d'eau de 577-583 mètres (1 893-1 913 pieds), le lac Ptolémée déborderait dans le wadi Arid.

## Biologie
Le lac Ptolémée présentait un écosystème diversifié. Les espèces végétales documentées dans le lac Ptolémée comprennent les espèces d'Acacia et de Tamarix, ainsi que Balanites aegyptiaca et Capparis decidua. Une végétation de roseaux s'est formée sur les rives sud et ouest du lac. L'existence de plantes du genre Typha (communément appelées quenouilles) suggère des phases durant lesquelles le lac était peu profond. Des stromatolites se sont également formées sur les rives du lac et sont utilisées avec les limnites pour délimiter la surface du lac. Les ostracodes que l'on trouve dans le lac comprennent Candonopsis, Cyprideis, Cypridopsis, Cyprilla, Darwinula, Herpetocypris et Limnocytherae.
Environ 18 espèces de poissons existaient dans le lac Ptolémée, comme Clarias lazera, Lates niloticus et Synodontis. De même, des fossiles de tortues d'eau et d'hippopotames ont été trouvés dans la zone occupée par l'ancien lac. L'existence d'animaux de marais dans la région a déjà été signalée sur une carte de 1858. Les crocodiles du Nil et les espèces pelomedusidae et trionychidae sont d'autres animaux documentés dans le registre fossile. Des ongulés et des Thryonomys, appelés "rats des roseaux", vivaient autour du lac.
La rive sud du lac Ptolémée aurait pu être habitée par des pasteurs néolithiques, et peut-être aussi par des éléphants. De plus, de nombreux artefacts humains ont été trouvés dans la région entourant l'ancien lac.

## Chronologie
Pendant le Pléistocène, un lac s'est formé dans la région nord du lac Ptolémée. Il a été daté à 21 600 ± 600 ans avant aujourd'hui. On ne trouve aucun dépôt lacustre datant du Pléistocène tardif ; le climat à cet endroit aurait été aussi sec qu'aujourd'hui.
Environ 9 180 ± 185 ans avant notre ère, le lac Ptolémée existait déjà en tant que lac d'eau douce. Un faible niveau d'eau est daté de 7 470 ± 100 et 8 100 ± 80 ans avant le présent et était associé à une forte croissance trophique. Les bas niveaux du lac ont permis aux animaux terrestres d'atteindre l'intérieur du bassin du lac.
La datation au radiocarbone de craies dans un oued qui est entré dans le lac par le nord a donné des âges de 6 680 ± 135 et 6 810 ± 70 ans avant aujourd'hui. D'autres dates de la partie nord sont proposées: 7 900 à 6 400 ans avant aujourd'hui, et 9 250 à 3 800 ans avant aujourd'hui. Les dates obtenues à partir de fossiles de poissons dans la partie nord donnent comme résultats: 2 360 ± 65 et 3 285 ± 70 ans avant aujourd'hui. C'était une époque où le niveau du lac était moins stable. Aucun réel assèchement du plan d'eau n'est conservé dans les données fossiles.
Les oueds qui se jetaient dans le lac transportaient l'eau aussi tard que 3 300 - 2 900 et 3 300 - 2 400 ans avant d'être présents sur les côtés sud et nord, respectivement. Pendant son assèchement, le lac s'est divisé en fosses séparées. L'érosion a fait disparaître les dépôts les plus jeunes, de sorte que la période exacte de la disparition du lac n'est pas connue.

## Autres caractéristiques
Le lac Ptolémée est lié à l'aquifère de grès de Nubie ; dans les simulations, les niveaux d'eau maximaux dans l'aquifère ont atteint la surface du lac et environ 3 km3 (0,72 mi cube) d'eau du lac sont entrés dans l'aquifère chaque année. Le lac a possiblement contribué à l'échange entre les espèces du lac Tchad et du Nil.

## Sources
- Ahmed Elsheikh, Mohamed G. Abdelsalam et Kevin Mickus, « Geology and geophysics of the West Nubian Paleolake and the Northern Darfur Megalake (WNPL–NDML): Implication for groundwater resources in Darfur, northwestern Sudan », Journal of African Earth Sciences, vol. 61, no 1,‎ 1er août 2011, p. 82–93 (DOI 10.1016/j.jafrearsci.2011.05.004, Bibcode 2011JAfES..61...82E, lire en ligne)
- E. Ghoneim et F. El-Baz, « DEM‐optical‐radar data integration for palaeohydrological mapping in the northern Darfur, Sudan: implication for groundwater exploration », International Journal of Remote Sensing, vol. 28, no 22,‎ 20 novembre 2007, p. 5001–5018 (ISSN 0143-1161, DOI 10.1080/01431160701266818, Bibcode 2007IJRS...28.5001G, lire en ligne)
- W. Gossel, A. M. Ebraheem et P. Wycisk, « A very large scale GIS-based groundwater flow model for the Nubian sandstone aquifer in Eastern Sahara (Egypt, northern Sudan and eastern Libya) », Hydrogeology Journal, vol. 12, no 6,‎ 1er décembre 2004, p. 698–713 (ISSN 1431-2174, DOI 10.1007/s10040-004-0379-4, Bibcode 2004HydJ...12..698G, lire en ligne)
- Philipp Hoelzmann, Birgit Keding, Hubert Berke, Stefan Kröpelin et Hans-Joachim Kruse, « Environmental change and archaeology: lake evolution and human occupation in the Eastern Sahara during the Holocene », Palaeogeography, Palaeoclimatology, Palaeoecology, vol. 169, nos 3–4,‎ 15 mai 2001, p. 193–217 (DOI 10.1016/S0031-0182(01)00211-5, Bibcode 2001PPP...169..193H, lire en ligne)
- (de) Hans-Joachim Pachur et Norbert Altmann, Die Ostsahara im Spätquartär, Springer Berlin Heidelberg, 2006, 662 p. (ISBN 978-3-540-47625-2, DOI 10.1007/978-3-540-47625-2, lire en ligne)